# 越南河流列表
越南河流列表，列舉全部或部分流經越南的河流，並依流域的地理位置由北至南排序。支流則由河口至源頭排序。

## 注入南中國海（北段）
- 珠江
  - 西江
    - 潯江
      - 鬱江
        - 左江－平而河－淇穷江：跨國河流，越南境內稱奇穹河。
          - 黑水河：跨國河流
          - 明江
            - 派連河
              - 板墩河：跨國河流，下游位於中國境內。

          - 水口河：跨國河流
            - 巴望河：跨國河流，上游位於中國境內，中游位於越南境內，下游為越南、中國界河，中國稱為峒桂河。

          - 北溪
          - 北江

## 注入北部灣
- 北崙河：跨國河流，上游位於中國境內，中、下游為越、中界河。

- 白藤江

- 太平江
  - 陇江（紅河分流）
  - 梂江
  - 滄江（上江）
    - 陸南江

- 紅河：跨國河流，上游中國河段稱元江
  - 陇江（分流入太平江）
  - 瀘江：跨國河流，上游中國河段稱盘龙江
    - 沚江：跨國河流，中游有一段為越、中界河
      - 大梁子河：下游為越、中界河，上游位於中國境內
      - 南北河：下游為越、中界河，上游位於中國境內
        - 南江河：下游為越、中界河，上游位於中國境內

    - 吟江：跨國河流，上游中國河段稱百都河
      - 儒桂河：跨國河流，上游中國河段稱普梅河或南利河（儒桂河為錦江最長源流）

    - 沔江：跨國河流，上游中國河段稱八布河

  - 沱江：跨國河流，中游一度為越、中界河，以上為中國河段稱李仙江
    - 南水河
    - 美克河：跨國河流，上游位於寮國境內
    - 南那河－勐拉河：跨國河流，上游中國河段稱勐拉河（藤条江）
      - 藤條河：跨國河流，越、中界河
      - 隔界河：跨國河流，下游為越、中界河，上游位於中國境內

    - 南銀河
    - 小黑江：跨國河流，下游為越、中界河
    - 楠馬河：跨國河流，下游為越、中界河，上游位於越南境內
      - 塔糯河：跨國河流，下游為越、中界河，上游位於越南境內

- 馬江：跨國河流，上游位於寮國境內
  - 朱江：跨國河流，上游位於寮國境內

- 大江：跨國河流，源流位於寮國境內，上游為寮、越界河，中、下游位於越南境內。

## 注入南中國海（南段）
- 日麗江
  - 建江

- 净江

- 香江

- 瀚江

- 秋盆江

- 茶曲江
- 昆河
- 巴江

- 西貢河
  - 同奈河

- 湄公河
  - 桑河
    - 斯雷博河

## 注入泰國灣
- 江城河